# Жестовое имя
Же́стовое и́мя — жест, принятый в конкретном обществе владеющих жестовым языком для обозначения определённого человека (члена общества, исторической личности и так далее). Основным отличием жестового имени от паспортного является то, что жестовое не используется для обращения к носителю, применяясь лишь в речи о нём. При этом гоноративы (мисс, господин…) опускаются. Небольшое количество детей использует жестовое имя вместо местоимения «я».
Паспортное имя труднодоступно владеющим жестовой речью, так как для его произнесения на жестовом языке приходится использовать пальцевую азбуку, в которой каждой букве или другой единице письма (например, слогу) присвоено положение пальцев. Жестовое же имя часто состоит из единственного жеста. Если у человека нет определённого жестового имени, его могут называть либо с помощью пальцевого алфавита, либо описательно (например, «жена такого-то» или «муж такой-то»).

## Получение
Жестовое имя присваивается человеку либо родителями, если они владеют жестовой речью, либо при вхождении в сообщество глухих, к примеру, в школе. При этом слышащие дети глухих родителей зачастую не получают жестового имени, так как не входят в сообщество. Кроме того, известные личности обычно также получают жестовое имя в процессе обсуждениях их глухими: так, жестовое имя Дмитрия Медведева — жест «медведь». Самоприсваивание и самостоятельное изменение жестового имени обычно не практикуется, даже если носителю имя кажется оскорбительным, хотя сообщается об относительной лёгкости смены жестового имени в среде носителей эстонского жестового языка. Жестовое имя может измениться со временем; кроме того, в разных обществах у одного и того же человека могут быть разные жестовые имена. К примеру, среди новозеландских глухих 69 % имеют два или три жестовых имени и всего 22 % — лишь одно. Изредка встречаются передаваемые по наследству имена.
Для создания жестового имени имеется два основных метода: описательный и произвольный. Произвольный метод заключается в соединении первой буквы паспортного имени (иногда и/или фамилии) и одного или нескольких движений в районе лица или туловища: к примеру, женщину по имении Бетти могут назвать покачивающимся жестом кисти, пальцы которой сложены в знак пальцевой азбуки «b»: четыре пальца вытянуты в ряд, а большой палец прижат к середине ладони. Описательный метод заключается в выборе характе́рного для данного человека жеста, например, «кудрявые волосы» для кудрявого; причём жест может быть как общепринятым, так и модифицированным или изобретённым заново: жестовым именем может оказаться характерное движение, которым человек поправляет волосы или очки. Ещё один способ образования имени — подбор «рифмующегося» жеста: Роберт (англ. Robert) может получить имя «кролик» (англ. rabbit).
Встречаются дифференцированные по полу жестовые имена; было показано существование в амслене характе́рных мест совершения жеста для имён женщин и мужчин: женские жестовые имена обычно «произносятся» в нижней части лица, а мужские — в верхней. При этом например в британском жестовом языке подобное разделение встречается крайне редко.

## В разных культурах
- Во французском жестовом языке и родственном ему американском популярен произвольный метод; вероятно, причиной этому является распространённая во французских школах для глухих в начале XIX века практика добавления каждому жесту в начало одной буквы пальцевого алфавита, с которой начинается перевод этого жеста на французский (звучащий) язык[20]. Среди некоторых исследователей произвольный метод имеет репутацию искусственного, нетрадиционного[21].
- В Новой Зеландии более популярны описательные имена; это связывают с запретом на употребление жестового языка в школах вплоть до 1978 года, из-за чего дети не изучали пальцевую азбуку[20]. Кроме того, в новозеландском жестовом языке встречаются имена, включающие знаки пальцевого алфавита американского жестового языка, несмотря на то, что в обычной речи эти знаки не употребляются[22].
- В японском жестовом языке используется перевод значений иероглифов, составляющих имя или фамилию: некую японку по фамилии Танака (яп. 田中), которая состоит из иероглифов «рисовое поле» (яп. 田 та) и «середина» (яп. 中 нака), могут назвать «рисовое поле — середина»[23].
- Среди новозеландских и австралийских глухих старше 40 лет используется именование детей с помощью знака «ребёнок» и проговаривания паспортного имени ребёнка[15].
- В Великобритании даже глухие родители обычно не дают своим глухим детям жестовое имя, ограничиваясь произнесением паспортного имени пальцевым алфавитом[24].